# UGC 5497
UGC 5497 è una galassia situata nella costellazione dell'Orsa Maggiore alla distanza di circa 12 milioni di anni luce dalla Terra. È un componente del gruppo di M81, un gruppo di galassie vicino al nostro Gruppo Locale.
È una galassia del tipo galassia nana compatta blu (BCD galaxy) data la presenza di una alta percentuale di stelle giovani blu calde.
L'esistenza di queste galassie ha un ruolo importante nell'ambito del modello cosmologico Lambda-CDM che prevede esistenza e comportamento della materia oscura. Proprio per questo si ipotizza che esista un numero molto maggiore di galassie nane satelliti di grandi galassie rispetto a quante fino ad ora scoperte.